# Žuto more
Žuto more more je koje se nalazi u Aziji u sjevernom umjerenom pojasu.

## Smještaj
More se nalazi između Kine i Koreje tj. istočno od Kine i zapadno od Korejskog poluotoka. Umjereno je toplo, otprilike kao Jadransko more. Srednja zimska temperatura je oko 12 do 15°C, a srednja ljetna temperatura rijetko prelazi 25°C. More je malo hladnije od Jadranskog.

## Naziv
More je dobilo ime po rijeci Huang He, što znači žut. Huang He se ulijeva u Žuto more.

## Vanjske poveznice
|  | Zajednički poslužitelj ima još gradiva o temi Žuto more |